# Пескара (провінція)
Провінція Пескара (італ. Provincia di Pescara) — провінція в Італії, у регіоні Абруццо. 
Площа провінції — 1 224 км², населення — 324 646 осіб.
Столицею провінції є місто Пескара.

## Географія

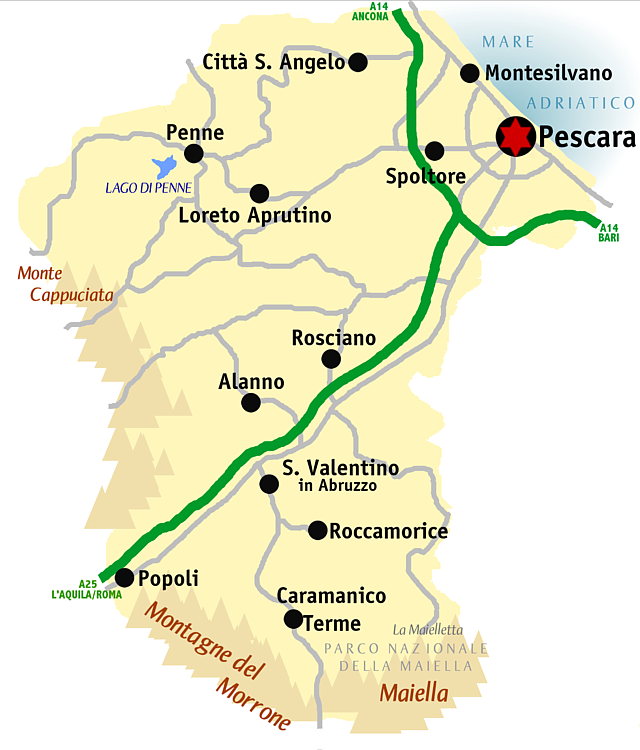
Мапа провінції

Межує з провінцією Терамо на півночі, з Адріатичним морем на північному сході, з провінцією К'єті на сході і з провінцією Л'Аквіла на півдні і на заході.